# Alfabet Braille’a

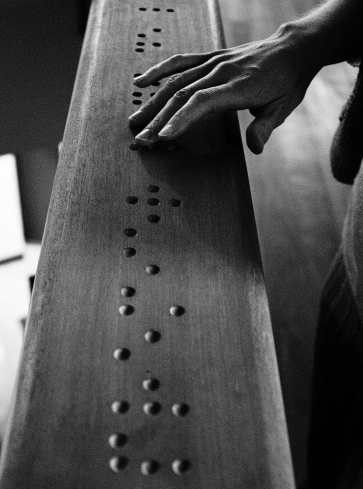
Ręka czytająca słowo francuskie „premier” (pierwszy) w alfabecie Braille'a

Alfabet Braille’a – alfabet umożliwiający zapisywanie i odczytywanie tekstów osobom niewidomym.

## Historia
Stworzony przez Louisa Braille’a w 1825 roku, który w wyniku wypadku oślepł w dzieciństwie. Oparty jest na wojskowym systemie umożliwiającym odczytywanie rozkazów bez użycia światła. Jest jednym z pierwszych przykładów technologii asystujących.
Polska adaptacja systemu dostosowująca alfabet Braille’a do polskiego systemu fonetycznego opracowana została przez zakonnice Elżbietę Różę Czacką oraz Teresę Landy. Alfabet został oficjalnie przyjęty zarządzeniem Ministerstwa Wyznań Religijnych i Oświecenia Publicznego z 24 maja 1934 roku.

## Budowa
Podstawą, z której wyprowadza się cały system Braille’a, jest sześciopunkt nazywany znakiem tworzącym. System składa się ze znaków będących kombinacją sześciu wypukłych punktów ułożonych w dwóch kolumnach po trzy punkty w każdej. Lewa kolumna zawiera umownie oznaczone punkty: 1, 2, 3, zaś prawą stanowią punkty: 4, 5, 6. Wzajemna kombinacja i rozmieszczenie punktów daje możliwość zapisu sześćdziesięciu trzech znaków. W brajlu można zapisać wszystko – istnieje kilka uzupełniających systemów zapisu brajlowskiego – notacje: matematyczna, chemiczna, fizyczna i muzyczna.

## Alfabet

A, 1
B, 2
C, 3
D, 4
E, 5
F, 6
G, 7
H, 8
I, 9
J, 0
K
L
M
N
O
P
Q
R
S
T
U
V
W
X
Y
Z